# Kenton (Devon)
Kenton è un piccolo villaggio situato vicino Exeter, la capitale del Devon, in Inghilterra. Ha due ristoranti, un pub, due parrucchieri, una scuola elementare, una chiesa medievale ed è vicino al castello di Powderham. È anche la sede del Kenton Dolphins Football Club.
Kenton e l'area circostante del Devon meridionale hanno un dialetto inglese unico ma è parlato solo da un numero limitato di persone. Il dialetto può essere notato per l'uso comune della parola "bey", che ha più significati.
La chiesa è dedicata a tutti i santi ed è un bell'edificio del XIV secolo. È costruito in pietra arenaria rossa. La torre è molto bella e lo schermo è massiccio e maestoso con colori antichi e una buona serie di quadri. Il pulpito è medievale e la pala d'altare è di Charles Eamer Kempe.

## Città gemellate
- Saint-Lambert-du-Lattay (France) dal 1996[3][4]
- Linkebeek (Belgium) dal 1996[3][4]